# 성 프란시스 수도원
성 프란시스 수도원(Korean Franciscan Brotherhood)은 성공회 수도원이다. 성공회 수도사(수사)들이 하느님의 거룩한 부름에 따라 수도생활을 하고 있으며, 강원도 춘천시 남면 발산리 156에 위치하고 있다. 수도원 입회의 자격은 20세 - 35세 사이의 건강한 독신 기독교인이다.

## 수도원의 목표
- 청빈 - 검소한 생활
- 순결 - 하느님에 대한 헌신
- 순종 - 하느님의 부르심에 대한 구분과 순종
- 겸손 - 인간의 한계를 깨닫고 하느님의 은혜를 구함
- 사랑 - 서로 사랑하라는 하느님의 말씀에 대한 복종
- 기쁨 - 그리스도를 통한 참된 기쁨

## 수도원의 주요일과
- 기도 - 매일 기도와 감사성찬례를 드리며 묵상하기
- 연구 - 하느님을 더 알고 우리에게 주어진 사목의 은총을 발전시킴
- 노동 - 공동체의 일과 피정오신 손님들 환대하며 세상 속에서 일하기